# La Florida
La Florida este un oraș și comună din provincia Santiago, regiunea Metropolitană Santiago, Chile, cu o populație de 365.674 locuitori (2012) și o suprafață de 70,8 km2.